# صدف‌های خمره‌ای
صدف‌های خمره‌ای (نام علمی: Tonna) نام یک سرده از خانواده خمره‌ای‌صدفان است.